# Ołeksandr Kowałenko
Ołeksandr Ołeksandrowycz Kowałenko (ukr. Олександр Олександрович Коваленко; ur. 24 marca 1976 w Artiomowsku, zm. 21 grudnia 2010 w Dniepropietrowsku) – ukraiński piłkarz, grający na pozycji pomocnika, arbiter piłkarski.

## Kariera piłkarska

### Kariera klubowa
Wychowanek klubu Szachtar Donieck, w drugiej drużynie którego rozpoczął karierę piłkarską. Od 1994 występował w Szachtarze Makiejewka. W 1996 roku debiutował w Wyszczej Lidze w składzie Dnipra Dniepropetrowsk. W sezonie 1998/98 rozegrał 4 mecze w Szachtarze Donieck. Potem bronił barw Metałurha Donieck. Latem 2004 przeniósł się do Krywbasa Krzywy Róg, w którym zakończył karierę piłkarską.

### Kariera reprezentacyjna
W 1997 rozegrał 4 mecze w barwach młodzieżowej reprezentacji Ukrainy.

## Kariera zawodowa
Po zakończeniu kariery piłkarskiej rozpoczął pracę sędziowską. 21 grudnia 2010 po awanturze z żoną pod wpływem alkoholu strzelił do niej z pistoletu traumatycznego, a potem wyskoczył z okna z trzynastego piętra.

## Sukcesy i odznaczenia

### Sukcesy klubowe
- brązowy medalista Ukrainy: 2002, 2003